# Banalité (droit seigneurial)
Pour les articles homonymes, voir Banalité.
« Banaux » redirige ici. Pour l’article homophone, voir Bano.

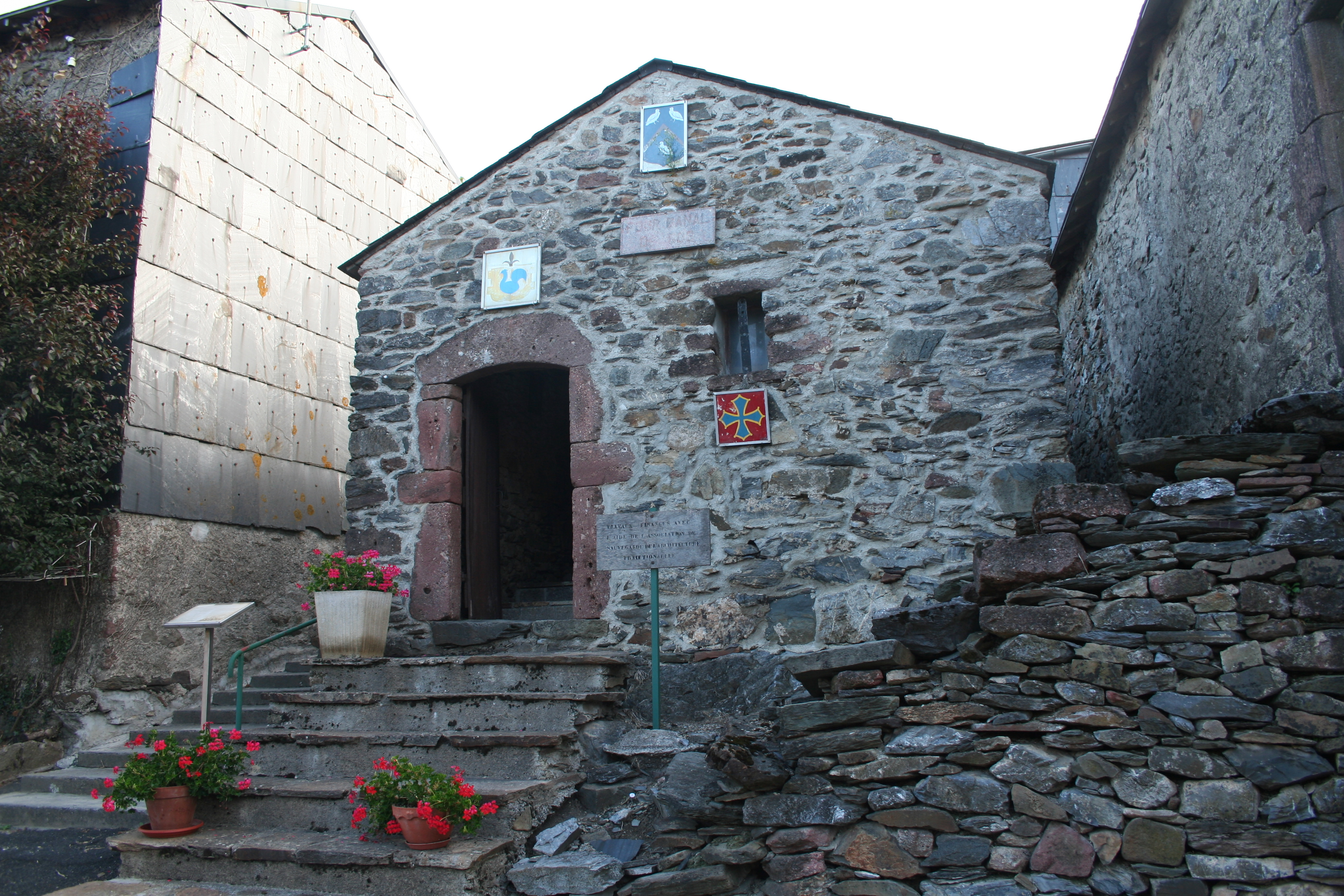
Le four banal de Barre (Tarn).

Dans le système féodal occidental, les banalités sont des installations techniques — faisant office de services publics — d’usage imposé par le seigneur aux habitants de sa seigneurie, moyennant un prix qu’il fixe. En retour, le seigneur est tenu d'entretenir ces installations. Les habitants de la seigneurie ne peuvent utiliser d'autres installations que ces installations seigneuriales sauf à s'exposer à des taxes généralement dissuasives.
La banalité, institution technico-économique, est à distinguer du droit de ban, droit général de commander, dont dispose le seigneur à un degré variable.

## Exemples de banalités
Les principales banalités sont en France :
- le four banal (taxé par le fournage) ;
- le moulin banal ;
- le pressoir banal ;
- le moulin foulon ;
- les marchés (halle aux vins, aux draps…)

Dans le Saint-Empire et en Angleterre la banalité était moins développée mais on y trouvait cependant de nombreuses meuneries et brasseries banales ainsi que des pressoirs dans le Saint-Empire (Bannrecht).
Les installations banales (fours à pain, moulins, pressoirs) ne doivent pas être confondues avec des installations communautaires, qui étaient beaucoup plus courantes et dont la gestion revenait à la collectivité.[réf. nécessaire]
Une autre banalité était celle de tor et ver, qui était l'entretien et la mise à disposition par la seigneurie d'étalons reproducteurs sélectionnés, de taureaux ou de verrats, dont les saillies étaient sujettes à redevance.

## Seigneurie banale
Georges Duby a introduit une distinction entre seigneurie foncière et seigneurie banale valable principalement sur le plan économique. En effet la banalité rapportait plus au seigneur que le cens dont le montant était immuable. Ce terme de seigneurie banale est aujourd'hui contesté car dans la pratique les deux étaient intimement liés.

## Fin des banalités
Ces privilèges, abolis et déclarés rachetables dans la nuit du 4 août 1789, sont abolis définitivement sans rachat en 1793. Néanmoins, l'usage des fours collectifs perdure jusque dans la première moitié du XXe siècle.

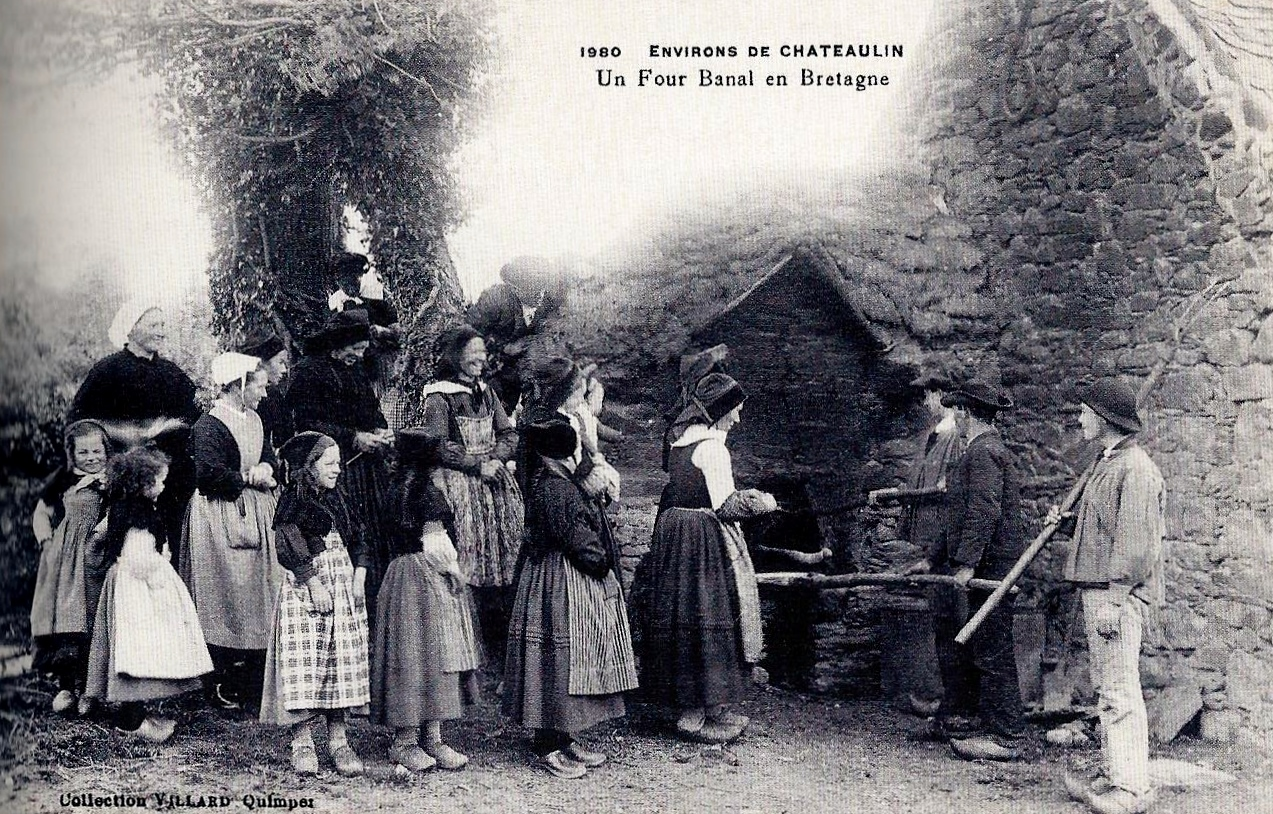
Un four banal près de Châteaulin (carte postale Villard, vers 1920).